# KRS-One/Diskografie
Diese Diskografie ist eine Übersicht über die musikalischen Werke des US-amerikanischen Rappers und Musik-Produzenten KRS-One. Seine erfolgreichste Veröffentlichung ist das Studioalbum I Got Next mit über 500.000 verkauften Einheiten.

## Alben

### Studioalben
| Jahr | Titel                  | Höchstplatzierung, Gesamtwochen, AuszeichnungChartplatzierungen (Jahr, Titel, Platzierungen, Wochen, Auszeichnungen, Anmerkungen) | Höchstplatzierung, Gesamtwochen, AuszeichnungChartplatzierungen (Jahr, Titel, Platzierungen, Wochen, Auszeichnungen, Anmerkungen) | Höchstplatzierung, Gesamtwochen, AuszeichnungChartplatzierungen (Jahr, Titel, Platzierungen, Wochen, Auszeichnungen, Anmerkungen) | Höchstplatzierung, Gesamtwochen, AuszeichnungChartplatzierungen (Jahr, Titel, Platzierungen, Wochen, Auszeichnungen, Anmerkungen) | Höchstplatzierung, Gesamtwochen, AuszeichnungChartplatzierungen (Jahr, Titel, Platzierungen, Wochen, Auszeichnungen, Anmerkungen) | Anmerkungen                              |
| Jahr | Titel                  | DE | AT | CH | UK | US | Anmerkungen                              |
| ---- | ---------------------- | --- | --- | --- | --- | --- | ---------------------------------------- |
| 1993 | Return of the Boom Bap | — | — | — | — | US37 (8 Wo.)US | Erstveröffentlichung: 28. September 1993 |
| 1995 | KRS-One                | — | — | — | UK95 (1 Wo.)UK | US19 (6 Wo.)US | Erstveröffentlichung: 10. Oktober 1995   |
| 1997 | I Got Next             | DE95 (1 Wo.)DE | — | — | UK58 (2 Wo.)UK | US3 Gold · (13 Wo.)US | Erstveröffentlichung: 20. Mai 1997       |
| 2001 | The Sneak Attack       | — | — | — | — | US43 (6 Wo.)US | Erstveröffentlichung: 27. März 2001      |
| 2002 | Spiritual Minded       | — | — | — | — | — | Erstveröffentlichung: 22. Januar 2002    |
| 2003 | Kristyles              | — | — | — | — | US186 (1 Wo.)US | Erstveröffentlichung: 22. April 2003     |
| 2004 | Keep Right             | — | — | — | — | — | Erstveröffentlichung: 13. Juli 2004      |
| 2006 | Life                   | — | — | — | — | — | Erstveröffentlichung: 13. Juni 2006      |
| 2008 | Adventures in Emceein  | — | — | — | — | — | Erstveröffentlichung: 5. Februar 2008    |
| 2008 | Maximum Strength       | — | — | — | — | — | Erstveröffentlichung: 10. Juni 2008      |
| 2012 | The BDP Album          | — | — | — | — | — | Erstveröffentlichung: 10. Januar 2012    |
| 2015 | Now Hear This          | — | — | — | — | — | Erstveröffentlichung: 23. November 2015  |
| 2017 | The World Is MIND      | — | — | — | — | — | Erstveröffentlichung: 9. Mai 2017        |
| 2019 | Street Light           | — | — | — | — | — | Erstveröffentlichung: 8. November 2019   |
| 2020 | Between Da Protests    | — | — | — | — | — | Erstveröffentlichung: 21. Dezember 2020  |

### Kollaboalben
| Jahr | Titel           | Höchstplatzierung, Gesamtwochen, AuszeichnungChartplatzierungen (Jahr, Titel, Platzierungen, Wochen, Auszeichnungen, Anmerkungen) | Höchstplatzierung, Gesamtwochen, AuszeichnungChartplatzierungen (Jahr, Titel, Platzierungen, Wochen, Auszeichnungen, Anmerkungen) | Höchstplatzierung, Gesamtwochen, AuszeichnungChartplatzierungen (Jahr, Titel, Platzierungen, Wochen, Auszeichnungen, Anmerkungen) | Höchstplatzierung, Gesamtwochen, AuszeichnungChartplatzierungen (Jahr, Titel, Platzierungen, Wochen, Auszeichnungen, Anmerkungen) | Höchstplatzierung, Gesamtwochen, AuszeichnungChartplatzierungen (Jahr, Titel, Platzierungen, Wochen, Auszeichnungen, Anmerkungen) | Anmerkungen                                           |
| Jahr | Titel           | DE | AT | CH | UK | US | Anmerkungen                                           |
| ---- | --------------- | --- | --- | --- | --- | --- | ----------------------------------------------------- |
| 2007 | Hip-Hop Lives   | — | — | — | — | US140 (1 Wo.)US | Erstveröffentlichung: 22. Mai 2007 mit Marley Marl    |
| 2009 | Survival Skills | — | — | — | — | US62 (2 Wo.)US | Erstveröffentlichung: 15. September 2009 mit Buckshot |
| 2010 | Meta-Historical | — | — | — | — | — | Erstveröffentlichung: 31. August 2010 mit True Master |
| 2011 | Godsville       | — | — | — | — | — | Erstveröffentlichung: 15. Februar 2011 mit Showbiz    |
| 2011 | Royalty Check   | — | — | — | — | — | Erstveröffentlichung: 31. Mai 2011 mit Bumpy Knuckles |

### Kompilationen
- 1996: Battle for Rap Supremacy (vs. MC Shan)
- 2000: A Retrospective
- 2003: Best of Raptures Delight
- 2004: D.I.G.I.T.A.L.
- 2010: Playlist: The Very Best of KRS-One

## Singles

### Als Leadmusiker
| Jahr | Titel Album                                      | Höchstplatzierung, Gesamtwochen, AuszeichnungChartplatzierungen (Jahr, Titel, Album, Platzierungen, Wochen, Auszeichnungen, Anmerkungen) | Höchstplatzierung, Gesamtwochen, AuszeichnungChartplatzierungen (Jahr, Titel, Album, Platzierungen, Wochen, Auszeichnungen, Anmerkungen) | Höchstplatzierung, Gesamtwochen, AuszeichnungChartplatzierungen (Jahr, Titel, Album, Platzierungen, Wochen, Auszeichnungen, Anmerkungen) | Höchstplatzierung, Gesamtwochen, AuszeichnungChartplatzierungen (Jahr, Titel, Album, Platzierungen, Wochen, Auszeichnungen, Anmerkungen) | Höchstplatzierung, Gesamtwochen, AuszeichnungChartplatzierungen (Jahr, Titel, Album, Platzierungen, Wochen, Auszeichnungen, Anmerkungen) | Anmerkungen                             |
| Jahr | Titel Album                                      | DE | AT | CH | UK | US | Anmerkungen                             |
| ---- | ------------------------------------------------ | --- | --- | --- | --- | --- | --------------------------------------- |
| 1993 | Sound of da Police Return of the Boom Bap        | — | — | — | UK— SilberUK | US89 (6 Wo.)US | Erstveröffentlichung: 6. Dezember 1993  |
| 1995 | MC's Act Like They Don't Know KRS-One            | — | — | — | UK84 (1 Wo.)UK | US57 (11 Wo.)US | Erstveröffentlichung: 28. August 1995   |
| 1995 | Rappaz R. N. Dainja KRS-One                      | — | — | — | UK47 (2 Wo.)UK | — | Erstveröffentlichung: 29. November 1995 |
| 1997 | Word Perfect I Got Next                          | — | — | — | UK70 (2 Wo.)UK | — | Erstveröffentlichung: 3. Februar 1997   |
| 1997 | Step into a World (Rapture’s Delight) I Got Next | — | — | — | UK24 (2 Wo.)UK | US70 (13 Wo.)US | Erstveröffentlichung: 3. März 1997      |
| 1997 | Heartbeat / A Friend I Got Next                  | — | — | — | UK24 (2 Wo.)UK | — | Erstveröffentlichung: 31. August 1997   |

Weitere Singles
- 1987: The Bridge Is Over
- 1993: Police
- 1993: I Can’t Wake Up
- 1993: Outa Here
- 1997: Can’t Stop, Won’t Stop
- 1997: The MC
- 2001: The Mind
- 2001: Get Your Self Up (Remix)
- 2001: Hot
- 2002: Clear ’Em Out
- 2003: How Bad Do You Want It (feat. Peedo)
- 2003: Let Em Have It
- 2004: Illegal Business (Remix 2004)
- 2006: My Life
- 2007: Classic (Better Than I’ve Ever Been)
- 2007: Money (feat. MC Lyte)
- 2011: Just Like That
- 2011: Aztechnical

### Als Gastmusiker
| Jahr | Titel Album                                    | Höchstplatzierung, Gesamtwochen, AuszeichnungChartplatzierungen (Jahr, Titel, Album, Platzierungen, Wochen, Auszeichnungen, Anmerkungen) | Höchstplatzierung, Gesamtwochen, AuszeichnungChartplatzierungen (Jahr, Titel, Album, Platzierungen, Wochen, Auszeichnungen, Anmerkungen) | Höchstplatzierung, Gesamtwochen, AuszeichnungChartplatzierungen (Jahr, Titel, Album, Platzierungen, Wochen, Auszeichnungen, Anmerkungen) | Höchstplatzierung, Gesamtwochen, AuszeichnungChartplatzierungen (Jahr, Titel, Album, Platzierungen, Wochen, Auszeichnungen, Anmerkungen) | Höchstplatzierung, Gesamtwochen, AuszeichnungChartplatzierungen (Jahr, Titel, Album, Platzierungen, Wochen, Auszeichnungen, Anmerkungen) | Anmerkungen                                                                                          |
| Jahr | Titel Album                                    | DE | AT | CH | UK | US | Anmerkungen                                                                                          |
| ---- | ---------------------------------------------- | --- | --- | --- | --- | --- | --- |
| 1997 | Men of Steel Men of Steel (Soundtrack)         | — | — | — | — | US87 (1 Wo.)US | Erstveröffentlichung: 26. August 1997 Shaquille O’Neal feat. KRS-One, Ice Cube, B-Real, & Peter Gunz |
| 1997 | Digital Saturnz Return                         | — | — | — | UK13 (5 Wo.)UK | — | Erstveröffentlichung: 11. Oktober 1997 Goldie feat. KRS-One                                          |
| 2001 | Return of Hip Hop (Ohh, ohh) Return of Hip Hop | DE5 (9 Wo.)DE | AT64 (5 Wo.)AT | CH22 (7 Wo.)CH | — | — | Erstveröffentlichung: 22. Januar 2001 DJ Tomekk feat. KRS-One, Torch & MC Rene                       |

## Gastbeiträge
- 1987: Going Way Back – Just-Ice feat. KRS-One
- 1987: Moshitup – Just-Ice feat. KRS-One
- 1988: Self-Destruction – Boogie Down Productions feat. KRS-One, Stetsasonic, Kool Moe Dee, MC Lyte, Doug E. Fresh, Just-Ice, Heavy D & Public Enemy
- 1989: Clobberin’ Time/Pay the Price – Sick of It All feat. KRS-One
- 1990: The TR 808 Is Coming – D-Nice feat. KRS-One
- 1990: Evil That Men Do – Queen Latifah feat. KRS-One
- 1990: Serious (Ceereeus BDP Remix) – Steady B feat. KRS-One
- 1990: Party Together – Sly & Robbie feat. KRS-One
- 1991: Rhymin’ Skills – D-Nice feat. KRS-One
- 1991: Radio Song – R.E.M. feat. KRS-One
- 1991: Rise ’N’ Shine – Kool Moe Dee feat. KRS-One & Chuck D
- 1991: Good Kill – Too Much Joy feat. KRS-One
- 1991: The Jam – Shabba Ranks feat. KRS-One
- 1991: I Get Wrecked – Tim Dog feat. KRS-One
- 1991: Heal Yourself – Big Daddy Kane feat. KRS-One, Harmony, LL Cool J, Ms. Melodie, Queen Latifah, MC Lyte, Freddie Foxxx, Kid Capri, Run-DMC & Jam Master Jay
- 1993: Rough... – Queen Latifah feat. KRS-One
- 1994: Friends and Respect – Heavy D and the Boyz feat. KRS-One
- 1995: Stop The Breaks – Ron G feat. KRS-One, Raekwon, Killa Sin & Notorious B.I.G.
- 1995: Represent The Real – Das EFX feat. KRS-One
- 1995: Bronx Tale – Fat Joe feat. KRS-One
- 1995: Station Identification – Channel Live feat. KRS-One
- 1995: KRS-One Speech – Funkmaster Flex feat. KRS-One
- 1996: The French Connection – Ma 6-T va crack-er feat. KRS-One
- 1996: Brainstorm – Lord Finesse feat. KRS-One
- 1996: No Gimmicks – Lord Finesse feat. KRS-One
- 1996: East Coast/West Coast Killas – Dr. Dre feat. KRS-One
- 1996: Conscious Style – Poor Righteous Teachers feat. KRS-One
- 1996: Crazy – Young Zee feat. KRS-One
- 1996: Milk (People Call Me) – Busta Rhymes feat. KRS-One
- 1997: Reputation – Chubb Rock feat. KRS-One
- 1997: Move Ahead – Soul Assassins feat. KRS-One
- 1997: PBS – Positive Black Soul feat. KRS-One
- 1998: Bulworth (They Talk About It While We Live It) – Prodigy feat. KRS-One, Method Man & KAM
- 1998: Blade – Channel Live feat. KRS-One
- 1998: Unstoppable – Public Enemy feat. KRS-One
- 1998: Drop It Heavy – Showbiz feat. KRS-One
- 1998: I’m Still #1 – Eminem feat. KRS-One
- 1999: C.I.A. (Criminals in Action) – Zack de la Rocha feat. KRS-One & Last Emperor
- 1999: B-Boy 2000 – Crazy Town feat. KRS-One
- 1999: Live & Direct – Sugar Ray feat. KRS-One
- 1999: Burning Disaster – Language Lab feat. KRS-One
- 1999: Ocean Within – Saul Williams feat. KRS-One
- 1999: Line of Fire – Domingo feat. KRS-One, MC Shan, Godsons, F.T., Bamboo, Feel-X, Sinz of Reality & Ras Kass
- 1999: The Anthem – Sway & King Tech feat. KRS-One, RZA, Tech N9ne, Eminem, Pharoahe Monch, Xzibit, Kool G Rap, Jayo Felony & Chino XL
- 1999: Where You At – Rascalz feat. KRS-One
- 1999: Live on the Mic – Kurupt feat. KRS-One
- 2000: Class of 87 – Tony Touch feat. KRS-One, Big Daddy Kane, Kool G Rap & The Piece Maker
- 2000: Symphony 2000 – Truck Turner feat. Big Pun, KRS-One & Kool G Rap
- 2000: Up from da Underground – Xzibit feat. Ras Kass, KRS-One & Mad Lion
- 2001: Kenny Parker Show 2001 – Xzibit feat. KRS-One
- 2001: KRS-One Intro – Sway & King Tech feat. KRS-One
- 2001: Balumbalang! – Mexicano 777 feat. KRS-One
- 2002: GospelAlphaMegaFunkyBoogieDiscoMusic – T-Bone feat. KRS-One
- 2003: Take It – will.i.am feat. KRS-One
- 2003: If U Only Knew – CunninLynguists feat. KRS-One
- 2003: Let’s Go (It’s a Movement) – Warren G feat. KRS-One & Lil’ Ai
- 2003: U Must Learn – Snoop Dogg feat. KRS-One
- 2003: Bin Laden (Remix) – Immortal Technique feat. Chuck D & KRS-One
- 2003: Pack Up (Remix) – Lyrics Born feat. Evidence, Jumbo the Garbageman & KRS-One
- 2004: Let’s Go – Da Beatminerz feat. KRS-One
- 2004: Gangsta House – Jazzy Jeff feat. KRS-One
- 2004: Dear Mr. President – The S.T.O.P Movement feat. KRS-One
- 2005: My Thing!! – Emmanuel feat. KRS-One
- 2005: Our Philosophy – Mr. R feat. Rockin' Squat & KRS-One
- 2006: Trash Talk – Kenny Parker feat. KRS-One
- 2006: Ground Level – Footsoldiers feat. KRS-One
- 2006: Do I Scare You? – Footsoldiers feat. KRS-One
- 2007: Speak the Truth – X-Clan feat. KRS-One
- 2007: Classic (Nike Remix) – Kanye West feat. KRS-One, Nas, and Rakim
- 2007: Make it Happen – Elemental Emcee feat. DJ Klever & KRS-One
- 2007: Sex, Drugs & Violence – Public Enemy feat. KRS-One
- 2007: The Perfect Beat – Talib Kweli feat. KRS-One
- 2007: Exodus – Noisia feat. KRS-One
- 2007: Did What We Had to Do – Statik Selektah feat. Large Professor, KRS-One & L Da Headtoucha
- 2007: Wholetrain – Wholetrain feat. El Da Sensei & KRS-One
- 2007: Love – Almost September feat. KRS-One & Sleepy Brown
- 2007: Throwin Up Letters (Dirty Version) – Longevity feat. KRS-One & Rakaa
- 2008: 5 Boroughs – LL Cool J Feat. Method Man, KRS-One, Jim Jones & Lil’ Kim
- 2008: The DJ – DJ Revolution feat. KRS-One
- 2008: My Conscience – Fat Joe feat. KRS-One
- 2008: Arrival (Bassnectar remix) – Heavyweight Dub Champion feat. KRS-One
- 2008: Criminal Minded 2008 – Smirnoff and his Remix Project feat. KRS-One
- 2008: Control – Cymarshall Law fet. KRS-One
- 2008: How It’s Supposed to Be – Ed O.G. feat. Da Bulldogs & KRS-One
- 2008: Rock Dis – Marley Marl feat. Craig G & KRS-One
- 2008: 16 17 18 – Almost September feat. KRS-One & Al Be Back
- 2008: Come Back Home – Copperpot feat. KRS-One
- 2008: Run It – EPMD feat. KRS-One
- 2009: New York – Peedo feat. KRS-One & Fat Joe
- 2009: We Speak Hip Hop – Grandmaster Flash feat. KRS-One
- 2009: What If – Grandmaster Flash feat. KRS-One
- 2009: Get It Done – Joe Flizzow feat. KRS-One
- 2009: We Are Hip Hop – The Temple of Hip Hop feat. Fat Joe, KRS-One, Rampage, Rha Goddess & Smooth
- 2009: Mega Fresh X – Cormega feat. KRS-One
- 2009: Pass the Mic – Masta Ace feat. Ed O.G. & KRS-One
- 2009: The Movement – Jay-Roc N’ Jakebeatz feat. KRS-One
- 2009: Grand Concourse Benches – The Alchemist feat. KRS-One
- 2009: You Gotta Stay Hungry – 67 Mob feat. KRS-One
- 2009: We Need You – Beast 1333 feat. KRS-One, Kiyana & Realest Reeken
- 2009: Jam On It – Beast 1333 feat. KRS-One
- 2009: Change – Beast 1333 feat. KRS-One
- 2009: All City Kings – Beast 1333 feat. KRS-One
- 2009: Hip Hop – N.A.S.A. feat. KRS-One
- 2009: Arrival – Heavyweight Dub Champion feat. A.P.O.S.T.L.E., KRS-One & Stero-Lion
- 2009: Rise – Heavyweight Dub Champion feat. A.P.O.S.T.L.E., J Criminology, KRS-One, Lady K & Stero-Lion
- 2009: King of the Mountain – Heavyweight Dub Champion feat. A.P.O.S.T.L.E., David Icke & KRS-One
- 2009: The World Is Crumbling – Nicole Holness feat. KRS-One & Mateo Jordache
- 2009: H.E.A.L. – J-Love feat. Freddie Foxxx, KRS-One, Kid Capri, LL Cool J, MC Lyte, Ms. Melodie, Queen Latifah & Run-D.M.C.
- 2010: A Dream – Wyze Mindz feat. J.F.K., KRS-One, Les Brown & Rocky
- 2010: The Truth Is... – (KRS-One Testimony) Truth Now feat. KRS-One
- 2010: 5% – DJ Premier feat. KRS-One & Grand Puba
- 2011: History – The Game feat. KRS-One, Big Daddy Kane & Doug E. Fresh
- 2011: What is Hip Hop? – MC Lars feat. KRS-One, Rittz & mc chris
- 2011: The Gospel of Hip-Hop – MC Lars feat. KRS-One
- 2011: Clobberin’ Time – Sick of it All feat. KRS-One
- 2011: À la vie, à la mort – Taktika Feat. Krs One & Buckshot
- 2011: Rise – Liquid Stranger feat. Heavyweight Dub Champion & KRS-One
- 2011: Key of Life – Rockin’ Squat feat. KRS-One
- 2013: Future – Brothers of the Stone feat. KRS-One & Beast 1333
- 2013: Dvign se – Trkaj feat. KRS-One
- 2013: 99 Interludes – Insight feat. KRS-One
- 2014: No Requests – Datsik feat. KRS-One
- 2014: What It Is – Jonathan Emile feat. KRS-One
- 2015: Jihad Love Squad – N.A.S.A. feat. KRS-One
- 2015: Free Flow (Club Dub) – Robosonic feat. KRS-One
- 2015: BLK THSS – PE 2.0 feat. KRS-One
- 2015: Crowdrockers – PE 2.0 feat. KRS-One
- 2015: Superpowers – Mr. Green feat. KRS-One
- 2016: Buckshot – Macklemore & Ryan Lewis feat. DJ Premier & KRS-One
- 2016: What It Is (Remix) – Jonathan Emile feat. Paul Cargnello, James Di Salvio & KRS-One
- 2017: To nie jest hip-hop – Quebonafide feat. KRS-One
- 2017: Let us begin – Snoop Dogg feat. KRS-One

## Statistik

### Chartauswertung
|                     | DE    | AT    | CH    | UK    | US    |
| ------------------- | ----- | ----- | ----- | ----- | ----- |
| Nummer-eins-Alben   | DE—DE | AT—AT | CH—CH | UK—UK | US—US |
| Top-10-Alben        | DE—DE | AT—AT | CH—CH | UK—UK | US1US |
| Alben in den Charts | DE1DE | AT—AT | CH—CH | UK2UK | US7US |

|                       | DE    | AT    | CH    | UK    | US    |
| --------------------- | ----- | ----- | ----- | ----- | ----- |
| Nummer-eins-Singles   | DE—DE | AT—AT | CH—CH | UK—UK | US—US |
| Top-10-Singles        | DE1DE | AT—AT | CH—CH | UK—UK | US—US |
| Singles in den Charts | DE1DE | AT1AT | CH1CH | UK6UK | US4US |

### Auszeichnungen für Musikverkäufe
Anmerkung: Auszeichnungen in Ländern aus den Charttabellen bzw. Chartboxen sind in ebendiesen zu finden.
| Land/RegionAuszeichnungen für Musikverkäufe (Land/Region, Auszeichnungen, Verkäufe, Quellen) | Silber  | Gold  | Platin | Verkäufe | Quellen   |
| -------------------------------------------------------------------------------------------- | ------- | ----- | ------ | -------- | --------- |
| Vereinigte Staaten (RIAA)                                                                    | —       | Gold1 | —      | 500.000  | riaa.com  |
| Vereinigtes Königreich (BPI)                                                                 | Silber1 | —     | —      | 200.000  | bpi.co.uk |
| Insgesamt                                                                                    | Silber1 | Gold1 | —      |          |           |